# Eustaquio Barjau
Eustaquio Barjau Riu (Majadahonda, Madrid, 2 de julio de 1932), filólogo y traductor español, catedrático de Alemán del instituto Cervantes y de Filología Alemana en la Universidad Complutense de Madrid. Ha traducido a Gotthold Ephraim Lessing, Friedrich Hölderlin, Novalis, Peter Handke, Max Frisch y Martin Heidegger, entre otros, y ha escrito ensayos propios sobre Antonio Machado y Rainer Maria Rilke. En 2003 recibió el Premio Nacional a la obra de un traductor, y además ostenta la Cruz del Mérito de la República Alemana. En los años 2006 y 2007 enseñó en la Universidad de Münster, en Alemania. 
En 1999 fue elegido miembro de la Academia Alemana de Lengua y Literatura.